# Jorgos Atanasiadis
Jorgos Atanasiadis (gr. Γιώργος Αθανασιάδης; ur. 27 kwietnia 1993 w Salonikach) – grecki piłkarz występujący na pozycji bramkarza w greckim klubie Aris.